# Logan O'Brien
Logan O'Brien all'anagrafe Logan Craig O'Brien (Los Angeles, 21 gennaio 1992) è un attore e cantante statunitense.

## Biografia
Conosciuto nel ruolo di "Lucas Jones" della soap opera statunitense General Hospital. O'Brien è nato a Los Angeles, in California, da una madre medico e da un padre sergente di polizia. Il suo primo ruolo è stato all'età di sei anni

## Filmografia

### Attore

#### Cinema
- Special Delivery, regia di Kenneth A. Carlson (1999)
- Serenity, regia di Joss Whedon (2005)

#### Televisione
- The Tonight Show – serie TV, episodi 5x114 (1997)
- NewsRadio – serie TV, episodi 4x10 (1998)
- Innamorati pazzi (Mad About You) – serie TV, episodi 6x18 (1998)
- Mr. Show with Bob and David – serie TV, episodi 4x9 (1998)
- Pat, la mamma virtuale (Smart House), regia di LeVar Burton - film TV (1999)
- A Natale tutto è possibile (A Season for Miracles), regia di Michael Pressman - film TV (1999)
- Becker – serie TV, episodi 2x19 (2000)
- General Hospital – serie TV, 2 episodi (1998-2000)
- The Michael Richards Show – serie TV, episodi 1x5 (2000)
- Malcolm (Malcolm in the Middle) – serie TV, episodi 3x4 (2001)
- Primetime Glick – serie TV, episodi 1x5-2x3 (2001-2002)
- The Guardian – serie TV, episodi 1x17 (2002)
- That Was Then – serie TV, episodi 1x1 (2002)

### Regista, sceneggiatore e produttore

#### Cinema
- The Man on the Mountain Top (2019)